# Morti nel 1369
| Questa pagina contiene informazioni ricavate automaticamente dalle voci biografiche con l'ausilio del template Bio e di un bot. L'aggiornamento è periodico e automatico e ricostruisce completamente la pagina. Se manca una persona in questa lista, sei pregato di non aggiungerla, ma accertati piuttosto che la sua voce biografica contenga il template Bio e che i dati anagrafici siano correttamente compilati. Se il template Bio manca, inseriscilo tu stesso o, in alternativa, metti l'avviso {{tmp\|Bio}} che ne segnala la mancanza. Se i dati riportati sono sbagliati, correggi direttamente la voce biografica; le modifiche saranno visibili in questa lista entro pochi giorni. Per chiarimenti vedi il progetto biografie. La lista contiene solo le 33 persone che sono citate nell'enciclopedia e per le quali è stato implementato correttamente il template Bio. Pagina aggiornata al 10 mag 2025. |

- 17 gennaio - Pietro I di Cipro, re (n. 1328)
- 22 marzo - Piero di Ghino Guicciardini, banchiere e politico italiano
- 23 marzo - Pietro I di Castiglia, re spagnolo (n. 1334)
- 18 maggio - Guglielmo da Tolosa, presbitero francese
- 7 luglio - Francesco Gonzaga di Guido, nobile italiano
- 13 luglio - Giovanni X di Alessandria, vescovo cristiano orientale siriano
- 20 luglio - Agnes Randolph, contessa scozzese (n. 1312)
- 4 agosto - Katherine Mortimer, nobile inglese (n. 1314)
- 15 agosto - Filippa di Hainaut, regina (n. 1314)
- 4 settembre - Marco da Viterbo, cardinale e francescano italiano
- 12 settembre - Bianca di Lancaster, nobile inglese (n. 1345)
- 22 settembre - Guido Gonzaga, condottiero italiano (n. 1290)
- 29 settembre - Étienne Aubert iuniore, cardinale e vescovo cattolico francese
- 3 ottobre - Margherita di Tirolo-Gorizia, contessa (n. 1318)
- 4 ottobre - Guglielmo d'Aigrefeuille il Vecchio, cardinale e arcivescovo cattolico francese (n. 1326)
- 7 ottobre - Pierre de Banac, cardinale e vescovo cattolico francese
- 19 ottobre - Nicolò Trevisan, politico, militare e storiografo italiano
- 29 ottobre - Androin de la Roche, abate e cardinale francese
- 5 novembre - Nicolas de Besse, cardinale e vescovo cattolico francese
- 13 novembre - Thomas de Beauchamp, XI conte di Warwick, conte (n. 1313)
- 23 novembre - Guglielmo II di Brunswick-Lüneburg, nobile tedesco
- 4 dicembre - Amedeo IV di Ginevra, nobile
- 31 dicembre - John Chandos, cavaliere medievale inglese
- Magnus I di Brunswick-Wolfenbüttel, nobile tedesco
- Petrocino Casaleschi, arcivescovo cattolico, teologo e giurista italiano
- Chang Yuchun, generale cinese (n. 1330)
- Procoro Cidone, monaco cristiano, teologo e traduttore bizantino (n. 1330)
- Giacomo Goblin, vescovo cattolico boemo
- Ulrico III di Hanau, nobile tedesco (n. 1310)
- Ramathibodi I, sovrano siamese (n. 1315)
- Francesca Sanframondi, nobile italiana
- Ottone II di Waldeck, nobile tedesco
- Nicola d'Autrecourt, filosofo e teologo francese (n. 1299)